# Józef Kupny
Józef Piotr Kupny, né le 23 février 1956, est un prélat catholique polonais, archevêque métropolitain de Wrocław depuis mai 2013.

## Biographie

### Enfance et études
Józef Kupny est né le 23 février 1956 dans un village du Sud de la Pologne, Piekary Śląskie. Né de Jan et Matylda née Chrabka, il est le premier des garçons. Il est baptisé dans l'église de la paroisse locale de Notre-Dame Auxiliatrice le 4 mars 1956. Sa famille s'installera plus tard dans la ville de Chorzów. Il reçoit le sacrement de confirmation le 20 avril 1968 en l'église paroissiale Saint-Marie-Madeleine à Chorzów. Dans les années 1963 à 1971, il est élève de l'école primaire à Chorzów, et il effectue sa scolarité secondaire à l'école Maria Sklodowska-Curie à Katowice.
Il est admis en 1975 au Grand séminaire de Silésie (pl) à Cracovie. Quelques semaines plus tard, il est appelé à accomplir son service militaire, où pendant deux ans il est intégré dans une unité spécialisée à Brzeg. À la fin de son service il part à l'Académie pontificale de théologie de Cracovie où il reçoit le diplôme de magister en théologie. Sa thèse de magister a porté sur « L'enseignement social de Jean-Paul II lors de sa visite-pèlerinage en Pologne ».

### Prêtrise
Il est ordonné diacre le 28 février 1982 par son évêque Mgr Herbert Bednorz (de) qui l'ordonne prêtre le 31 mars 1983. Il est alors nommé le 30 avril suivant vicaire de la paroisse de la Sainte-Croix et de Notre-Dame de la Santé des malades à Katowice. Il rejoint en 1984 la paroisse de Notre-Dame-des-Boulangers à Katowice qui vient d'être créée par son évêque depuis la construction de son église en 1983.
En 1992 il est nommé assistant professeur puis professeur adjoint en 1978 du département de la doctrine sociale catholique de l'université catholique de Lublin. En 1993, il est nommé professeur de sociologie de la religion et de la sociologie de la paroisse au Grand Séminaire de Silésie à Katowice. Il donne également des conférences à la faculté de théologie de l'Université de Silésie à Katowice.
En août 2001, il devient recteur du Grand Séminaire de Silésie à Katowice. Au cours de la même année, il devient aussi directeur adjoint du département général de la Pastorale de la Curie métropolitaine de Katowice. En 2001, il est nommé membre du conseil presbytéral de l'archidiocèse, et en 2003 membre du collège des consulteurs. 
Le 8 février 2003, le pape Jean-Paul II lui confère la dignité de chapelain de Sa Sainteté.

### Épiscopat
Le 21 décembre 2005, le pape Benoît XVI le nomme évêque auxiliaire de l'archidiocèse de Katowice en lui attribuant le siège titulaire de Vanariona (de). Il reçoit l'ordination épiscopale le 4 février 2006 en la cathédrale du Christ-Roi à Katowice, des mains de son archevêque : Mgr Damian Zimon (de), assisté de Mgr Victor Skworc et de Mgr Stefan Cichy. Il choisit alors comme devise épiscopale « Christus dilexit nez » (Le Christ nous a aimés). Le 7 février l'archevêque Damian fait de lui son vicaire général, et membre du conseil presbytéral, du conseil pastoral et du collège des consulteurs.
Le 18 mai 2013, le pape François le nomme archevêque de Wroclaw. Il est installé canoniquement en la cathédrale métropolitaine Saint-Jean-Baptiste à Wroclaw le 16 juin 2013. De par son nouveau rôle il assure aussi le poste de Grand Chancelier de la Faculté pontificale de théologie à Wrocław. Il reçoit le pallium de métropolitain des mains du pape le 29 juin 2013 en la basilique Saint-Pierre de Rome.
En octobre 2012 il est élu comme membre du conseil permanent de la conférence épiscopale polonaise en tant qu'évêque auxiliaire, il remplace ainsi Mgr Marek Jędraszewski nommé archevêque de Łódź. En juin 2013 il est de nouveau élu au conseil permanent, cette fois ci en tant qu'un des six évêques diocésain, à la suite de sa nomination comme archevêque de Wrocław.

## Distinction
- : Grand Officier de l'Ordre du Saint-Sépulcre de Jérusalem[6]